# Alfonso La Marmora
Alfonso La Marmora   (Torí, 18 de novembre de 1804 - Florència, 5 de gener de 1878) Alfonso Ferrero, marquès de La Marmora, anomenat en Itàlia com La Marmora, va ser un general i també un polític italià, un dels principals actors, juntament amb Garibaldi i Mazzini, de l'anomenat Risorgimento, i germà dels també militars Alessandro La Marmora i Alberto della Marmora.

## Biografia
Era fill del marquès Celestino Ferrero della Marmora i de Raffaella Argentero di Bersezio, i, pertanyia a l'antiga noblesa piemontesa. Va ser criat per la seva germana gran, rebent una excel·lent educació, va seguir la tradició militar i política de la seva família, ingressant a l'Acadèmia Militar de Torí el 1815; llicenciant-se l'any 1822.
Essent ja tinent, el rei de Sardenya Carlos Alberto li va encarregar dirigir la modernització de l'artilleria sarda en 1823 i va ser ascendit a cap d'esquadró (major) en 1845 i a general de brigada en 1848. Va participar en diverses batalles de l'exèrcit sard contra els austríacs durant la Primera Guerra d'Independència d'Itàlia distingint-se durant el setge de Peschiera. Va obtenir el rang de coronel i la medalla de plata pel seu valor; a més a més, va participar en la batalla de Novara essent derrotat pels austríacs el 23 de març de 1849. Va ser nomenat ministre de guerra, i sota la seva gestió va reorganitzar l'exèrcit sard i entre 1855 i 1856 va comandar les tropes sardes enviades a la Guerra de Crimea. Va ser Cap de l'Estat Major durant la Segona Guerra de la Independència d'Itàlia i governador de Nàpols entre 1861 i 1864.
Va mantenir el càrrec de ministre de la guerra en els governs successius de Pinelli, Vincenzo Gioberti i Cavour: en 1864, el rei Víctor Manuel II el va nomenar president i ministre d'afers d'estrangers, dimitint en 1865, però el rei li va encarregar formar nou govern i va signar un acord de comerç amb França i Prússia en 1866. Essent ministre de la Guerra, va dirigir la desastrosa campanya de la Tercera Guerra de la Independència Italiana contra els austríacs i va renunciar arran de les derrotes el 18 d'agost de 1866. Va ser membre del Parlament des de 1870 i va publicar diversos llibres sobre política i

## Ordres
- 24 de maig de 1858: Cavaller del Suprem Orde de la Santíssima Anunciació.[1] (Regne d'Itàlia)

## Obres
- Un episodi del Risorgimento italiano (1849).
- Segreti di stato nel governo costituzionale (1877).
- Un po' più di luce sugli eventi politici e militari del 1866 (pòstuma, 1879).